# سيمون توماس (مقدم تلفزيوني)
سيمون توماس (بالإنجليزية: Simon Thomas)‏ هو مقدم تلفزيوني بريطاني، ولد في 26 يناير 1973 في Cromer ‏ في المملكة المتحدة.

## وصلات خارجية
- سيمون توماس على موقع IMDb (الإنجليزية)
- سيمون توماس على موقع قاعدة بيانات الفيلم (الإنجليزية)